# Самаранч, Хуан Антонио (младший)
Хуан Антонио Самаранч-и-Сализакс (исп. Don Juan Antonio Samaranch y Salisachs; род. 1 ноября 1959) — испанский спортивный деятель и деятель международного олимпийского движения. Член Международного олимпийского комитета и Национального олимпийского комитета Испании, первый вице-президент Международной федерации современного пятиборья.
В испанском и каталанском языках фамилия читается Самара́н/Самара́нк.

## Биография
Родился в семье Хуана Антонио Самаранча и Марии Терезы Сализакс.

### Образование
Получил диплом в области промышленного инжиниринга в Барселонском университете и степень Магистра делового администрирования в Нью-Йоркском университете (США).

### Деловая карьера
1982—1986 годы — директор по бюджету International Flavours and Fragances
1986—1989 годы — финансовый аналитик First Boston Corporation (Нью-Йорк, США)
1989—1991 годы — вице-президент и партнёр S.G. Warburg and Co.
С 1991 года — исполнительный директор и партнёр-основатель GBS Finanzas S.A.
Вице-президент Королевского автомобильного клуба Каталонии.

### Деятельность в международных и испанских спортивных организациях
С 1984 по 1990 год — член Совета Испанской федерации современного пятиборья.
С 1984 по 1996 год — член Совета Международной федерации современного пятиборья.
С 1989 года — член Национального олимпийского комитета Испании.
С 1996 года — первый вице-президент Международной федерации современного пятиборья.
Работа в МОК
С 2001 года — член Международного олимпийского комитета.
С 2002 по 2006 год — член Координационной комиссии XX зимних Олимпийских игр в Турине 2006 года.
С 2004 года — член Комиссии МОК по маркетингу.
С 2006 года — член Комиссии МОК «Спорт для всех».
С 2007 года — член Координационной комиссии XXII зимних Олимпийских игр в Сочи 2014 года.
С 2012 года — член Исполкома МОК.
С 2014 года — член Комиссии МОК «Олимпийская солидарность».

## Награды
- Золотая медаль Королевского ордена «За спортивные заслуги» (2007 год)[1]

## Семья
Женат, имеет 4 детей.